# Литтман, Линн
Линн Ли́ттман (англ. Lynne Littman; род. 26 января 1941, Нью-Йорк, Нью-Йорк, США) — американский кинорежиссёр и кинопродюсер. Лауреат премии «Оскар» (1977) за короткометражный документальный фильм «Сочти наши дни» (1976).

## Биография
Литтман родилась 26 января 1941 года в Нью-Йорке. Она посещала Music & Art High School и Sarah Lawrence College, и получила степень бакалавра искусств в 1962 году. В 1960—1961 годы она также обучалась в Парижском университете.
В 1977 году Литтман получила премию «Оскар» за короткометражный документальный фильм «Сочти наши дни» (1976).
В 1977—1987 годы Линн была замужем за режиссёром Тейлором Хэкфордом. У бывших супругов есть сын — Александр Хэкфорд (род.1979).